# Tucuruvi (distretto di San Paolo)
Tucuruvi è un distretto (distrito) della zona settentrionale di San Paolo in Brasile, situato nella subprefettura Santana-Tucuruvi.

## Etimologia
Il toponimo "Tucuruvi" deriva dalla lingua Tupi e significa "cavalletta verde", grazie alla combinazione dei termini tukura (cavalletta) e oby (verde).

## Trasporti
Tucuruvi è servita dalla stazione di Tucuruvi sulla linea 1 (blu) della metropolitana di San Paolo.